# Euphalerus tantillus
Euphalerus tantillus är en insektsart som beskrevs av Leonard D. Tuthill 1937. Euphalerus tantillus ingår i släktet Euphalerus och familjen rundbladloppor. Inga underarter finns listade i Catalogue of Life.